# Tal (cantant)

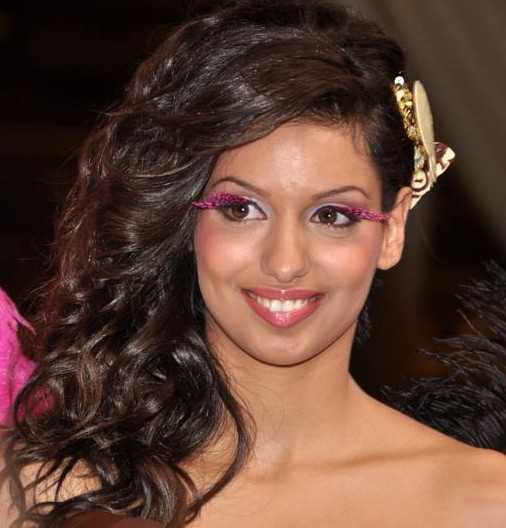
Tal, el 2012

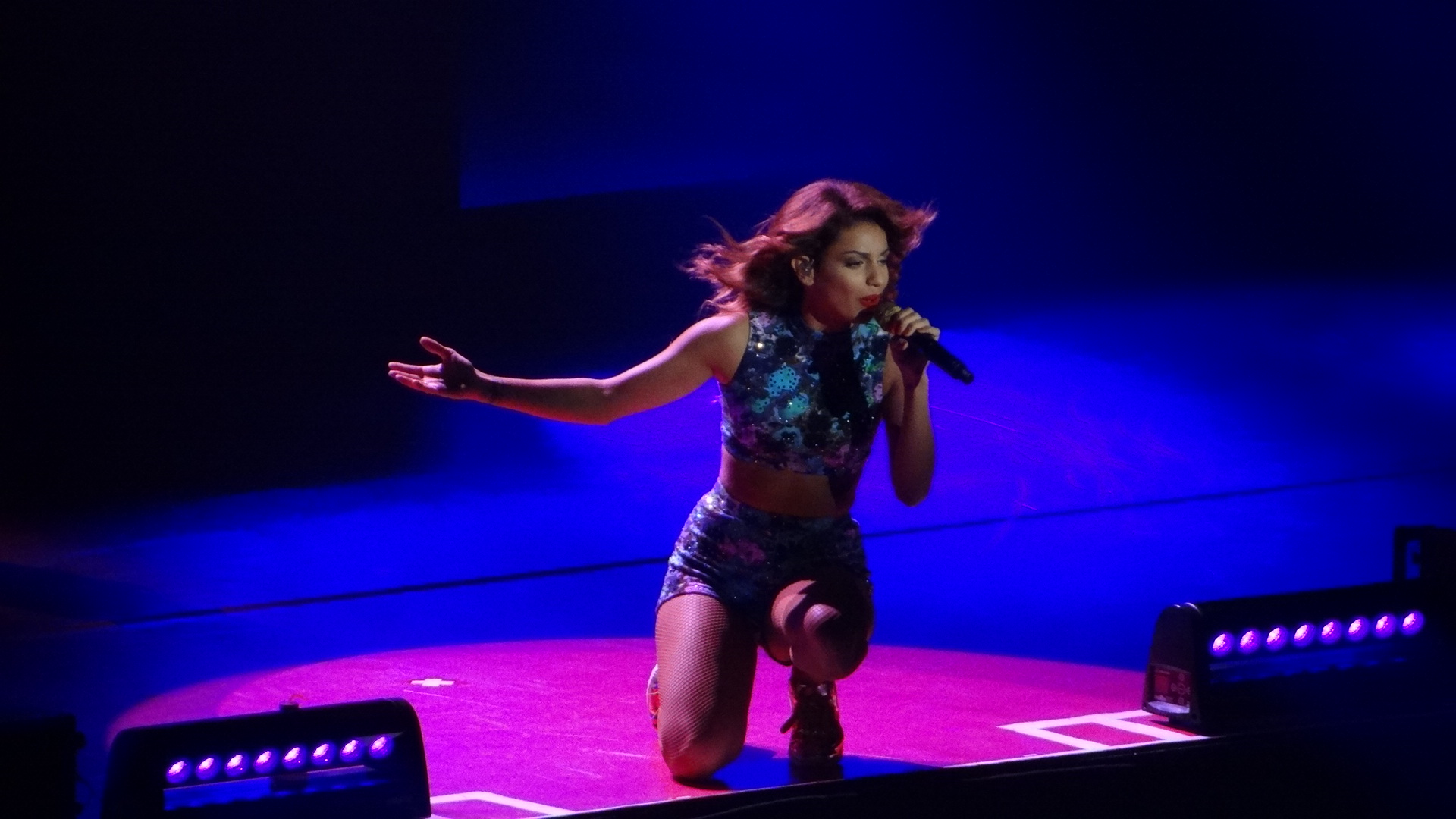
Tal, Lille 2014

Tal, de nom complet Tal Benyezri (12 de desembre del 1989 a Israel) és una cantant francesa de pop. El seu nom significa “rosada del matí” en hebreu. Amb tan sols un any d'edat, la seva família se'n va a viure a França. En l'adolescència aprèn a tocar piano i guitarra de manera autodidacta. El 2005, fa coneixença amb el cantant Gary Fico que li presenta a Laura Marciano, la compositora i realitzadora del seu primer àlbum, Le Droit de Rêver (el dret a somiar) publicat el 2012. Llavors és quan entra en contacte amb la discogràfica Sony Music el 2009, amb qui traurà el seu primer single, La musique est mon ange (la música és el meu àngel). Però la seva col·laboració amb Sony s'acaba i es dedica a tocar en bars-pianos. Al maig del 2011, aconsegueix signar un contracte amb Warner Music França. Aquí, és quan treu al mercat el single, On Avance (avancem), Le Sens de la Vie (el sentit de la vida), Je prends le large (prenc el camí directe) i Rien n'est parfait (Res no és perfecte). El seu àlbum és directament un èxit, convertint-se en l'estrella del pop adolescent del país gal en poc temps. Els singles, es distribueixen com pa i es col·loquen ràpidament al capdamunt de les llistes d'èxit. A més, ha participat en la compilació homenatge a Goldman, amb el cantant, també d'èxit, M. Pokora.